# Brauner Seeringelwurm
Der Braune Seeringelwurm (Nereis pelagica) ist ein bis zu 15 cm großer kosmopolitischer mariner Ringelwurm aus der Gattung Nereis innerhalb der Vielborster-Familie der Nereididae.

## Merkmale
Der Braune Seeringelwurm hat einen langen, nach hinten hin schmaler werdenden Körper mit einer rückenseitig konvexen Oberfläche. Er wird bis zu 15 cm lang und zählt dann etwa 100 Segmente. Sein Prostomium weist ein Paar Antennen ohne Antennenträger und ein Paar zweigliedriger Palpen, die länger als die Antennen sind, sowie 2 Paar Augen in Anordnung eines Trapezoids auf. Am borstenlosen Peristomium sitzen vier Paar Tentakel-Cirren auf kurzen Cirrenträgern, wobei die dorsalen Tentakel-Cirren länger sind als die ventralen und der zweite dorsale Tentakel-Cirrus bis zum fünften borstentragenden Segment reicht. Der Pharynx hat ein Paar gezähnter Kiefer. Der Mund- und der Maxillenring weisen konische Paragnathen auf. Die mit einem Gelenk versehenen Borsten sind lang und dünn.
Jedes Segment hat Parapodien, die bei den ersten beiden Segmenten einzweigig mit 3 Lappen, bei den übrigen Segmenten dagegen zweizweigig mit 4 Lappen sind, einem dorsalen Lappen des Notopodiums, einem Acicula-Lappen des Notopodiums, einem Acicula-Lappen des Neuropodiums und einem ventralen Lappen des Neuropodiums.
Die Lappen des Notopodiums sind etwa gleich lang, während der ventrale Lappen des Neuropodiums etwas kürzer und der Acicula-Lappen des Neuropodiums am kürzesten ist. Der dorsale Lappen und der Acicula-Lappen des Notopodiums sind ebenso wie der ventrale Lappen des Neuropodiums bei den vorderen Segmenten breit gerundet, wobei beide Lappen des Notopodiums an den hinteren Segmenten etwas länglicher werden. Der Acicula-Lappen des Neuropodiums hat einen nur schwach entwickelten Hinterborstenlappen. Die dorsalen Cirren sind länger als die Lappen der Parapodien, die ventralen Cirren kürzer oder etwa genauso lang wie der ventrale Lappen des Neuropodiums. Das Pygidium (Hinterende) des Braunen Seeringelwurms weist zwei Cirren auf.
Die Färbung des Körpers ist gelblich, gründlich, goldbraun, rötlich-braun, olivgrün oder violett, wobei die Blutgefäße infolge des im Blutplasma gelösten Blutfarbstoffs Hämoglobin deutlich sichtbar rot hervortreten.

## Verbreitung, Lebensraum und Lebensweise
Nereis pelagica ist kosmopolitisch in sämtlichen Weltmeeren auf beiden Erdhalbkugeln verbreitet, so unter anderem im Atlantischen Ozean einschließlich der Nordsee und der westlichen Ostsee, im Mittelmeer und im Pazifischen Ozean.
Der Braune Seeringelwurm lebt vor allem in der Gezeitenzone, gelegentlich aber auch darunter bis in Tiefen von etwa 120 m, wo meist die äußerlich ähnliche Nereis zonata an seine Stelle tritt. Er lebt in Schleimröhren auf der Unterseite von Steinen und Felsen oder auch unter großen Algen.
Nereis pelagica ist ein Allesfresser, der sich vor allem von Bakterien ernährt, die am Substrat leben.

## Lebenszyklus
Der Braune Seeringelwurm wird bis zu 3 Jahre alt. Er ist getrenntgeschlechtlich mit etwa gleich großen Weibchen und Männchen, die in großer Zahl frei schwimmend als geschlechtsreife weibliche und männliche Epitoken mit blattartig vergrößerten Parapodien zusammenkommen und nach der Entlassung der Gameten ins Meerwasser sterben. An der Nordostküste Englands reicht die Paarungszeit von Dezember bis April. Die Befruchtung findet im freien Meerwasser statt. Aus den Eiern entwickeln sich nach der Befruchtung Larven, die je nach Umweltbedingungen benthisch am Meeresboden oder aber frei schwimmend als Zooplankton leben und nach einigen Tagen zu kriechenden Würmern metamorphosieren.

## Erstbeschreibung
Nereis pelagica ist die Typusart der Gattung Nereis und wurde bereits 1758 von Carl von Linné als einer der ersten Vielborster beschrieben.